# Задран (племя)

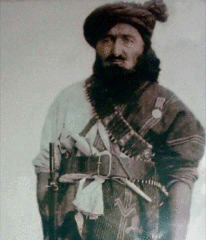
Бабрак Хан

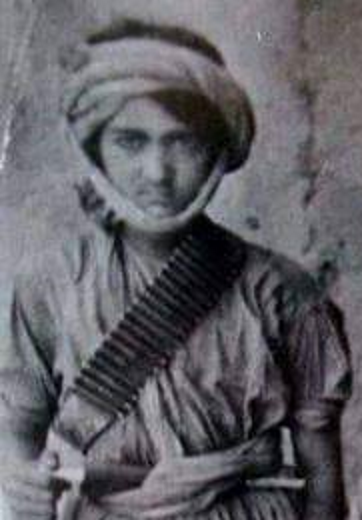
Мазрак Задран

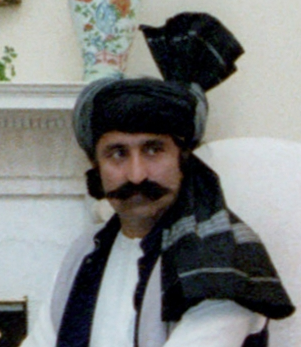
Мухаммад Умар Бабракзай

Задран (пушту ځدراڼ‎, дзадран; произносится как дзадрон на диалекте Хост-Пактия), также пишется как дзадран или джадран — пуштунское племя, населяющее регион Лойя-Пактия на юго-востоке Афганистана (провинции Хост, Пактия и Пактика) и части Вазиристана в соседнем Пакистане. Задран — пуштунское племя, в основном проживающее в «Задранской дуге», 9-районной области, охватывающей части провинций Хост, Пактия и Пактика".
Племя Задран являются ветвью племенной конфедерации Карлани. Они являются крупнейшей пуштунской племенной группой в горном юго-восточном регионе Афганистана, обычно встречающейся в районах, непригодных для оседлого сельскохозяйственного производства. Они известны своей воинственностью еще со времен советско-афганской войны. Известный боевик движения «Талибан» Джалалуддин Хаккани, который в последующие годы возглавлял сеть Хаккани, сам принадлежит к племени Задран, хотя его признают за то, что он покончил с системой Малика, вынудив Мохаммада Омара Бабракзая покинуть провинцию Пактия. Бабракзай был самым могущественным маликом, или вождем племени задран в 1980-х годах.

## Список вождей
- Бабрак хан (неизвестен — ок. 1925)
- Мазрак Задран (ок. 1925 — 11 января 1947)
- Абдулла Хан Джадран Яван (по состоянию на 1969 год)[9]
- Мухаммад Умар Бабракзай (род. 1980 — настоящее время)

Неясно, является ли Абдулла Хан Джадран Яван непосредственным преемником или предшественником Мазрака Задрана и Мухаммада Умара Бабракзая соответственно, или между ними были другие вожди.

## Племенное дерево
Известно племенное древо племени задран:
Муса Хель был отцом троих сыновей:
- Бакир Хель
- Саунда Хель
- Бархудар Хель

Бакир Хель был отцом Нур Калия Хель
Нур Калия Хель был отцом Исмаила Хеля
Исмаил Хель был отцом Джаана Мухаммада Хеля
Джаан Мухаммад Хель был отцом двух сыновей, Шаха Мухаммада Хана Задрана и Нура Мухаммада Хана Задрана
У Нур Мухаммад хана было пять сыновей:
- Садик Хусейн Хан Задран
- Ашик Хусейн Хан Задран
- Ицхаар Хусейн хан Задран
- Дилдаар Хусейн Хан Задран
- Афзаал Хусейн Хан Задран

Афзаал Хусейн хан Задран был отцом двух сыновей:
- Иклак хан Задран
- Умайр Хан Задран

Умайр Хан Задран был отцом Мухаммада хана Задрана